# Stan Coveleski
Pour les articles homonymes, voir Kowalewski.
Stanley Anthony Coveleski (né Stanislaus Kowalewski), né le 13 juillet 1889 à Shamokin (Pennsylvanie) et décédé le 20 mars 1984 à South Bend (Indiana), était un lanceur de la Ligue majeure de baseball qui évolua principalement avec les Indians de Cleveland.

## Carrière
Coveleski signe en 1909 son premier contrat professionnel avec l'équipe de ligue mineure des Red Roses de Lancaster. Il fait ses débuts en Ligue majeure en 1912 avec les Athletics de Philadelphie, lançant au cours de cinq parties lors de cette saison. 
Après un retour en ligues mineures, il retrouve les majeures en 1916 avec les Indians de Cleveland. Il remporte plus de vingt matches par saison de 1918 à 1921 et est le lanceur vedette des Indians lors des World Series 1920. À cette occasion, il lance trois parties complètes ; trois victoires, qui permettent aux Indians de remporter les séries.
Cleveland échange Coveleski avec les Washington Senators après la décevante saison 1924 (4,04 de moyenne de points mérités). Avec les Senators, il retrouve son niveau et compte 20 victoires en 1925. Il se retire en 1928 après une dernière saison chez les New York Yankees.
Il est élu au Temple de la renommée du baseball en 1969.